# یواس‌اس رینیر (۱۹۱۷)
یواس‌اس رینیر (۱۹۱۷) (به انگلیسی: USS Rainier (1917)) یک کشتی بود که طول آن ۱۱۹ فوت ۹ اینچ (۳۶٫۵۰ متر) بود. این کشتی در سال ۱۹۱۷ ساخته شد.